# KDT Nacional Callao
KDT Nacional Sporting Club – peruwiański klub piłkarski z siedzibą w mieście Callao.

## Historia
Klub KDT Nacional został założony w 1931 roku. Mistrzostwo drugiej ligi w 1961 roku dało pierwszy awans do pierwszej ligi, w której klub zadebiutował w 1962 roku, zajmując 8 miejsce. Ostatnie, 10 miejsce w 1964 roku oznaczało spadek do drugiej ligi. Drugie mistrzostwo drugiej ligi w 1967 roku dało klubowi kolejną pierwszoligową szansę. W 1968 roku KDT Nacional zajął 12 miejsce, a w 1969 roku ostatnie, 14 miejsce, co oznaczało drugi spadek z pierwszej ligi. Klub już nigdy nie wrócił do najwyższej ligi Peru, a obecnie występuje w rozgrywkach Copa Peru.

## Osiągnięcia
- Mistrz drugiej ligi (2): 1961, 1967
- Wicemistrz drugiej ligi (2): 1954, 1959